# Parti fédéraliste européen
Le Parti fédéraliste européen (abrégé en PFE) est un parti politique français de droite, conservateur, fondé le 6 novembre 2011 à Paris. Il est issu du regroupement du Parti fédéraliste de France et du parti européen Europe United qui avait une présence dans plusieurs pays de l'Union européenne. Il s'agit de l'un des premiers partis politiques à vocation européenne qui défend ouvertement le fédéralisme européen et qui n'est pas une coalition de partis nationaux préexistants.
En 2016, le bureau était composé du président Pietro De Matteis, d'un vice-président Geogios Kostakos, d'un secrétaire général Emmanuel Rodary, d'une trésorière Mariarosaria Marziali, de John Retetagos, Marco Marazzi et Michel Caillouët . À la suite de l'assemblée générale du 6 décembre 2016, le bureau du Parti Fédéraliste Européen fusionne avec les mouvements citoyens Stand-up for the United States of Europe et USE Now pour créer Stand Up For Europe. De leur côté, les différentes associations nationales composant le PFE, décident de continuer leur action politique sous la bannière Parti Fédéraliste Européen. Yves Gernigon, président du Parti fédéraliste (France), devient alors leader du PFE. 
Le Parti fédéraliste européen est composé d'adhérents venant de 12 pays européens, issus de la société civile et qui mènent de front leur vie professionnelle et leur engagement politique.

## Projet politique
Le Parti fédéraliste européen a pour objectif l'avènement d'une Fédération européenne constituée d'États volontaires membres de l'Union européenne. Il a vocation à présenter des candidats à toutes les élections partout en Europe. Il est soutenu à ses débuts par des personnalités européennes de premier plan, comme Marco Pannella (ancien MEP, député, sénateur italien et collaborateur d’Altiero Spinelli), qui en a été membre.
Les membres du PFE militent pour la création d’un État européen supranational doté de pouvoirs souverains limités et doté d’institutions politiques : gouvernement, assemblée, Sénat fédéral représentant les États membres.

### Principales propositions
Comme son nom l'indique, le but du parti est de faire de l'Union européenne un véritable État fédéral. Ce projet peut se réaliser éventuellement à partir d'un noyau de pays volontaires membres de l'eurozone. Cela implique :
- Instaurer une Constitution fédérale en lieu et place des multiples traités actuels.
- Élire un président fédéral au suffrage universel direct afin de représenter la fédération sur le plan international[6]. Garant de sa constitution, il exercerait les pouvoirs du Conseil européen.
- Faire de la Commission européenne un véritable gouvernement fédéral.
- Renforcer les pouvoirs du Parlement européen. Le scrutin doit être régionalisé afin de rapprocher les députés européens de leurs électeurs, tandis que le Conseil de l'Union européenne doit être remplacé par un véritable « Sénat européen » (chambre haute), dans l'optique d'un système bicaméral.
- Approfondir la Cour de justice de l'Union européenne pour en faire une véritable Cour suprême.
- Renforcer les pouvoirs de la Banque centrale européenne pour lui donner les moyens d'agir face aux crises financières.
- Créer un État-major européen responsable de l'armée européenne commune.
- Approfondir la citoyenneté européenne pour en faire une véritable nationalité, indépendante de la citoyenneté nationale.
- Définir une politique étrangère et diplomatique européenne commune afin de mieux défendre les intérêts européens face aux autres grandes puissances (notamment les États-Unis et la Chine).
- Créer un budget européen pour financer des grands travaux et créer des emplois partout en Europe.
- Instaurer des autorités européennes de contrôles, indépendantes des États, dans les domaines de l'environnement, de la sécurité sanitaire et de la bioéthique.
- Les pays qui souhaitent rejoindre l'Union fédérale devront adopter la Constitution européenne pour conserver une certaine cohérence dans son fonctionnement. Cela n'exclut pas la possibilité d'accords de coopération avec des partenaires privilégiés[7].

### Position sur l’Union européenne
Le PFE estime que l’essentiel des maux dont souffre l’Union européenne aujourd’hui est dû à la vieillesse et aux lacunes d’un schéma institutionnel qui a été achevé par la crise. Le Parti fédéraliste européen souhaite dépasser l'Union actuelle qui est selon lui « bureaucratique et antidémocratique ».
L'Europe fédérale souhaitée par le PFE n'a donc rien à voir avec l'Union européenne actuelle qui serait trop faible pour pouvoir défendre les intérêts français et européens, et trop loin des préoccupations des citoyens.[réf. nécessaire]
Évolution du parti
Déclaré le 18 janvier 2024 candidat aux élections au Parlement européen, Yves Gernigon porte la voix du Parti fédéraliste européen en s’engageant à défendre la « civilisation européenne » contre « les dérives mondialistes et wokistes des politiques de l’UE [qui] menacent nos identités, nos cultures [et] nos racines chrétiennes ». Pour y parvenir, trois mots d’ordre : « la gestion des frontières, la diplomatie et la défense ». Pour cela, la tête de la liste du parti refuse l’immigration, souhaite la révocation de la Cour de justice de l’Union européenne (CJUE) et prévoit de lutter contre « l’influence nocive des lobbys et des États étrangers » au sein de l’Union européenne.

## Stratégie politique
Le Parti fédéraliste européen, à la manière du modèle fédéraliste, laisse une grande autonomie à ses sections nationales qui ont une certaine liberté d'adaptation du programme européen à la culture locale. En revanche, le programme européen dont le but premier est de construire une fédération européenne est commun. Le PFE cherche ainsi à se différencier des formations officielles actuelles du Parlement européen en proposant une vraie cohésion sur le plan européen.[réf. nécessaire]
L'objectif annoncé est de créer un mouvement populaire de masse autour du parti et de l'idée d'une Europe fédérale pour répondre à la crise actuelle.[réf. nécessaire]
Le Parti fédéraliste européen a participé à de nombreuses élections, en tentant notamment la présidentielle française, et les élections européennes,.

## Résultats électoraux

### Élections européennes
| Année | Voix   | %    | Sièges | Rang | Tête de liste               |
| ----- | ------ | ---- | ------ | ---- | --------------------------- |
| 2014  | 17 812 | 0,09 | 0/74   | 21e  | Circonscriptions régionales |
| 2019  | 12 146 | 0,05 | 0/74   | 21e  | Yves Gernigon               |